# Ssangyong Rexton

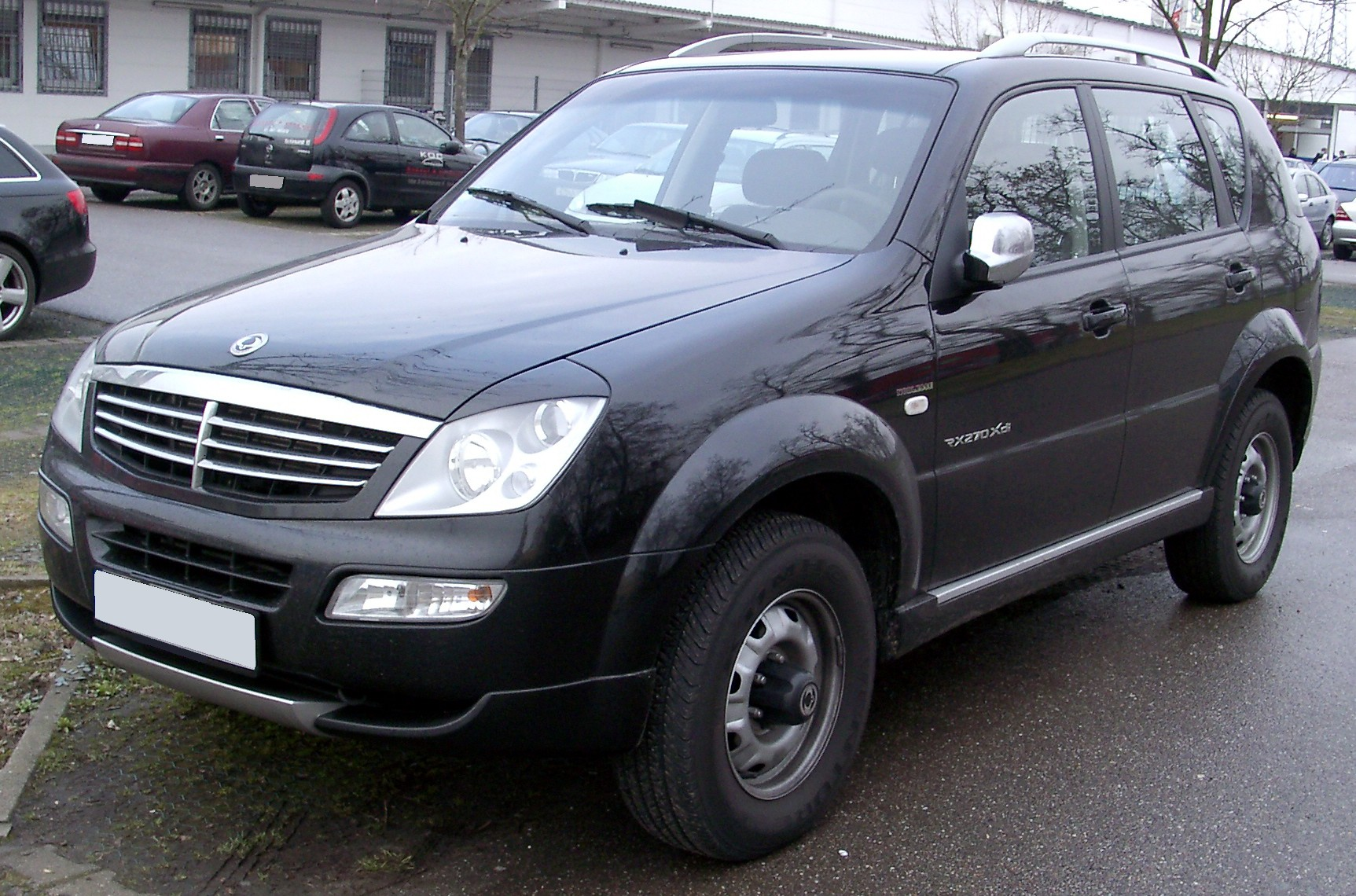
SsangYong Rexton.

Ssangyong Rexton är en fyrhjulsdriven SUV från Sydkorea, tillverkad av Ssangyong. Storleksmässigt är den jämförbar med Volvo XC90, Nissan Patrol och liknande fordon. Rexton introducerades i Sydkorea 2001, men kom inte till Sverige förrän 2006. Precis som Volvo XC90 kan den beställas med sju sittplatser, uppdelade på tre sätesrader. Motorer och viss annan teknik kommer från Mercedes Benz. Designen stod Italdesign för.